# Бреаза
Бреаза (рум. Breaza) град је у у средишњем делу Румуније, у историјској покрајини Влашка. Бреаза је важан град у округу Прахова.
Бреаза према последњем попису из 2002. је имао 18.199 становника.

## Географија
Град Бреаза налази се у северном делу покрајине Влашке. Од седишта државе, Букурешта, Бајкој је удаљена око 105 км северно.
Град се образовао у области североисточне Влашке низије, а у области Карпата, на приближно 550 метара надморске висине. Град лежи на реци Прахова. Дата долина реке је изузетно битна будући да њом иде пут који везује Букурешт са севером државе. 

## Становништво
У односу на попис из 2002., број становника на попису из 2011. се смањио.
| 1966.  | 1977.  | 1992.  | 2002.  | 2011.  |
| ------ | ------ | ------ | ------ | ------ |
| 12.733 | 17.583 | 19.329 | 18.863 | 15.928 |

Румуни чине већину градског становништва Бреазе, а од мањина присутни су само Роми.